# 高橋孝信
高橋 孝信（たかはし たかのぶ、1951年 - ）は、日本のインド文学者、東京大学名誉教授。古代タミル語文学を専攻。

## 経歴
1951年、茨城県水戸市で生まれた。東京大学文学部で学び、同大学大学院人文科学研究科博士課程を中退。1979年から1982年まで、インド・マドゥライ大学へ留学。1985年から1988年までオランダ・ユトレヒト大学東洋言語文化研究所へ留学した。1989年、ユトレヒト大学にで文学博士号を取得した。
1991年、四天王寺国際仏教大学助教授に就いた。1996年、東京大学人文社会系研究科助教授に転じ、1999年より教授。2016年に東京大学を定年退任し、名誉教授となった。

## 受賞・栄典
- 2018年：タミル文学研究の功績により中村元東方学術賞を受賞[4]。

## 著作
著書
- Tamil Love Poetry and Poetics, E.J. Brill, Leiden/New York/Köln, 1995
- 『タミル古典学習帳『パットゥパーットゥ（十の長詩）』訳注研究』山喜房仏書林 2017

訳書
- 『ティルックラル 古代タミルの箴言集』ティルヴァッルヴァル作、平凡社(東洋文庫) 1999
- 『エットゥトハイ：古代タミルの恋と戦いの詩』平凡社(東洋文庫) 2007
- 『パットゥパーットゥ（英語版）：古代タミルの「十の長詩」』平凡社(東洋文庫) 2024

論文
- 「古代南インドの食事(酒付き)」『仏教文化』57, 2018年, 74-97頁.doi
- 「サンガム伝説」『印度學佛教學研究』63-3, 2015年, 1174-1182頁.doi
- 「文法以前：古典テキスト解釈の諸問題」『インド哲学仏教学研究』13, 2006年, 73-86頁.doi
- 「男女の愛を模した神への祈り」『日本佛敎學會年報』70, 2005年, 17-30頁.doi
- 「古写本発見と写本ブローカー」『印度學佛教學研究』50, 2002年, 529-537頁.doi
- 「タミル最古の文典の基礎研究 (1)：Tolkāppiyam（英語版）諸本の詩節の対応」『東洋文化研究所紀要』115, 1991年,  119-65頁.

## 註
1. ↑  教授 高橋孝信／東大文学部教員紹介(PDF 740KB)
2. ↑  「業績一覧」が『インド哲学仏教学研究』に掲載
3. ↑  名誉教授 p.1(PDF 102KB)
4. ↑  平成30年度第28回「中村元東方学術賞」授賞理由(PDF 152KB)